# Dredg
Dredg (зазвичай пишеться dredg) — американська група, що грає в жанрі прогресивного / альтернативного року. Гурт сформовувався в 1993 у Лос Ґатос, Каліфорнія, у складі вокаліста Ґевіна Хейса, гітариста Марк Енґлеса, басиста Дрю Рулетта та барабанщика Діно Кампанелли. З Хейсом і Рулеттом, що захоплювалися мистецтвом, гурт поступово включив його, і живопис зокрема, в їхні альбоми та концерти.
Гурт закріпився на інді-сцені з випуском у 1998 році їх концептуального альбому Leitmotif, розпочавши співпрацю з Interscope Records. Пізніше Dredg випустив El Cielo в 2002 році, Catch Without Arms — в 2005 та The Pariah, the Parrot, the Delusion у 2009.

## Склад
- Ґевін Хейс — вокал, слайд-гітара, гітара
- Дрю Рулетт — бас-гітара, синтезатор
- Марк Енґлес — гітара
- Діно Кампанелла — ударна установка, фортепіано, орган

## Дискографія

### Альбоми
- Leitmotif, 1998
- El Cielo, 2002
- Catch Without Arms, 2005, #123 US
- The Pariah, the Parrot, the Delusion, 2009, #71 US
- Chuckles and Mr. Squeezy, 2011

### EP
- Conscious, 1996
- Orph, 1997
- Extended Play for the Eastern Hemisphere, 2002

### «Живі» альбоми
- Live at the Fillmore, 2006

### ІнтернетEPs
- «Sony Connect Sets», 2005
- «Napster Sessions», 2007

### Інші
- Coquette Demo, 2004
- Bug Eyes CD Sampler, 2005
- Bug Eyes 7" Vinyl, 2005

### DVD
- Crickets, 2003
- Live from the Henry Fonda Theater, 2005

### Саундтреки
- Waterborne soundtrack, 2005
- Car Babes soundtrack, 2007

### Музичні відео
- «Same Ol' Road» (2002), з альбому El Cielo.
- «Of The Room» (2003), з альбому El Cielo.
- «Bug Eyes» (2005), з альбому Catch Without Arms.
- «Information» (2009), з альбому The Pariah, the Parrot, the Delusion.